# Mark Peterson
Mark Peterson est un photojournaliste indépendant américain, né en 1955 à Minneapolis aux États-Unis. 
Son travail a été récompensé par le Pictures of the Year International en 2005, 2016 et 2018,  par le Prix W. Eugene Smith en 2018, et par un World Press Photo en 2020. 

## Biographie
Mark Peterson a grandi dans le Midwest, à Minneapolis. Il commence à prendre des photos en autodidacte alors qu’il a une vingtaine d’années. À 25 ans il devient pigiste pour United Press International et City Page. Il couvre sa première campagne électorale en 1984 entre Walter Mondale et Ronald Reagan. 
En 1987, il déménage à New York où Reuters lui demande de l’aider à créer son bureau. Il travaille pour cette agence pendant une quinzaine d’années.
Dans les années 2000, il travaille avec Habitat for Humanity et effectue plusieurs voyages de travail en Amérique centrale.
En 2019, Mark Peterson réalise un projet au long cours, « The Past is Never Dead », sur les suprémacistes blancs qui est récompensé par le Prix W. Eugene Smith en 2018, et par un World Press Photo en 2020.
Alors qu’il poursuit un travail au long cours intitulé « Political Theatre »,, commencé en 2013, et pour lequel il photographie les candidats à la présidence lors de meetings et de rencontres avec des électeurs, il se trouve dans le Capitole à Washington le 6 janvier 2021 au cours de l’assaut par des partisans de Donald Trump,. 
« Political Theatre » a été publié dans The New York Times Magazine, The New Yorker, New York, Time et de nombreux autres magazines internationaux dont Paris Match. Geo publie un reportage sur les peuples autochtones au Canada en 2019 . Ses photos sont diffusées par l’agence Redux Pictures fondée en 2003 par Marcel Saba.
Mark Peterson est marié avec la photographe Greta Pratt (en). Il vit à Ringwood dans le New Jersey.

## Publications
- (en) Acts Of Charity  (préf. Philip Weiss), PowerHouse Books, 2004, 160 p. (ISBN 978-1-57687-211-6)
- (en) Collectif Redux Pictures, American Youth, Contrasto, 2009, 240 p. (ISBN 978-8869651571)
- (en) Political Theatre, Göttingen, Steidl Verlag, 2016, 120 p. (ISBN 978-3-95829-183-6)
- (en) White Noise, Göttingen, Steidl Verlag, 2021, 136 p. (ISBN 978-3958297364)

## Expositions
Liste non exhaustive 
- 1994 : Sobriety High – Les alcooliques aux États-Unis, Visa pour l'image, Perpignan[11]
- 1998 : The High Life – La vie de château, Visa pour l’Image, Perpignan[12]
- 2009 : American Youth, Minneapolis Photo Center, Minneapolis, MN[13]
- 2011 : Les musées sont des mondes, exposition collective, Musée du Louvre, Paris[14]
- 2017 : Political Theatre, UC Berkeley School of Journalism, Berkeley, CA[15]

## Prix et récompenses
Liste non exhaustive
- 2000 : Eisenstaedt Awards for Outstanding Magazine Photography, catégorie « The Way We Live » pour « Sobriety High »[16]
- 2005 : Pictures of the Year International (POYI), 1er prix, catégorie « Feature Picture Story » pour sa série « Acts of Charity »[17]
- 2016 : Pictures of the Year International (POYI), 1er prix, catégorie « Story news », pour sa série « Political Theatre »[3]
- 2018 : Prix W. Eugene Smith de la Fondation Magnum pour son projet « The Past is Never Dead », sur les suprémacistes blancs aux EU[8],[5]
- 2018 : Pictures of the Year International (POYI), 1er prix, catégorie « Feature Picture Story »[3]
- 2020 : World Press 3e prix, catégorie « Contemporary Issues, Singles » pour sa photo “Hitler’s Birthday / Easter Weekend”[14]